# Schichtsalat

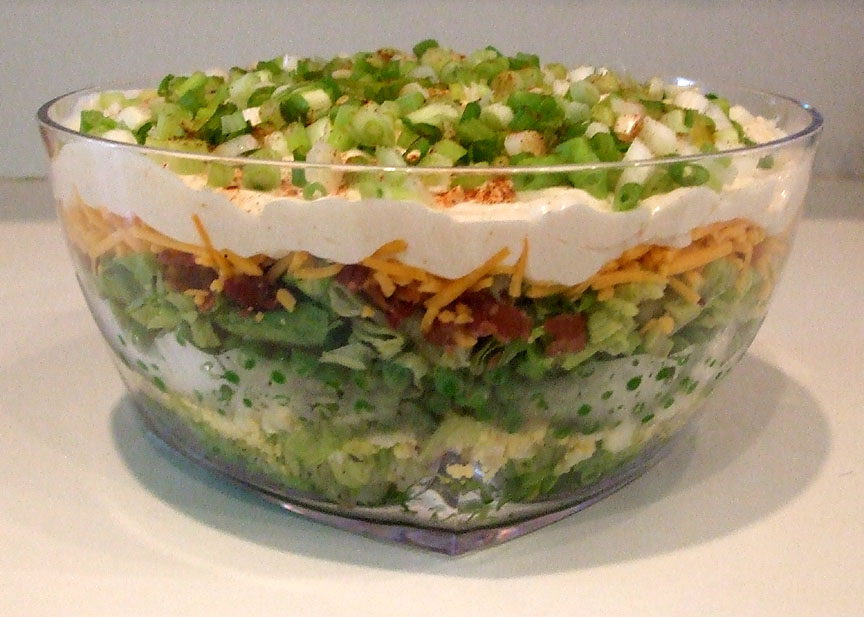
Seven-layer salad, englische Bezeichnung für Schichtsalat mit 7 Schichten

Als Schichtsalat wird ein Salat bezeichnet, dessen Zutaten bei der Zubereitung und vor dem Servieren nicht vermischt, sondern in mehreren Lagen in einen Behälter eingeschichtet werden.
Laut Rezept im Berliner Kurier wird der Salat aus folgenden Zutaten geschichtet: eingelegter Sellerie, Dosenmais, Dosenananas, hartgekochte Eier, Äpfel, Kochschinken, Lauch, geriebener Käse, Mayonnaise und Schlagsahne.

## USA
In den Vereinigten Staaten war er bereits in den frühen 1970er- und 1980er-Jahren Bestandteil von Büfetts. Bezeichnet als Seven-layer salad oder Layered salad wird er für die Sichtbarkeit der Schichten in Glasschüsseln aufgetragen.
In Cincinnati gab es im 1852 gegründeten Kaufhaus McAlpin's die Spezialität Seven Layer Salad. Er wurde mit Spinatblättern, gemischtem Blattgemüse, Hähnchen, Erbsen, amerikanischem Käse, Bacon und hartgekochten Eiern mit einer Auswahl an Dressings serviert.